# Distrito de El Porvenir (Apurímac)
El Distrito peruano de El Porvenir es uno de los distritos de la Provincia de Chincheros, ubicada en el Departamento de Apurímac, perteneciente a la Región Apurímac, Perú.

## Historia
El distrito fue creado mediante la ley Nº 30393 el 20 de diciembre de 2015, en el gobierno de Ollanta Humala.Durante los primeros años, la municipalidad distrital de Ongoy era la encargada de la administración de recursos y servicios públicos del distrito de El Porvenir, en tanto se elijan e instalen nuevas autoridades.
El 10 de diciembre de 2017 se realizaron las primeras elecciones municipales distritales, siendo elegido Raul Rivas Nolberto.

## Autoridades

### Municipales
- 2019 - 2022[3]
  - Alcalde: Jacinto Ricra Quispe, de Alianza para el Progreso.
  - Regidores:

  1. Agapito Tello Vílchez (Alianza para el Progreso)
  2. Manuela Altos Guzmán (Alianza para el Progreso)
  3. Moisés Rivas Nolberto (Alianza para el Progreso)
  4. Jorge Huachaca Ubaqui (Alianza para el Progreso)
  5. David Porfirio Jerí Junco (Movimiento Popular Kallpa)

Alcaldes anteriores
- 2018:[4] Raul Rivas Nolberto, de Alianza para el Progreso.